# هیتنز (ترانه)
«هیتنز» (به انگلیسی: Heathens) تک‌آهنگی از تونتی وان پایلوتس است که در ۱۶ ژوئن ۲۰۱۶ منتشر شد.
این تک‌آهنگ در چارت‌های، در رتبه اول و در چارت‌های کانادا، اسکاتلند، ایرلند، نروژ، لهستان، فنلاند، سوئد، استرالیا، سوئیس، نیوزلند، پرتغال، اتریش، بریتانیا، جزو ده ترانه اول قرار گرفت.
هیتنز در انگلیسی به شخصی اطلاق می‌شود که هیچ‌گونه مبانی اخلاقی ندارد. در فیلتر این به افراد بت‌پرست (پگان) گفته می‌شد.